# Pseudamycus himalaicus
Pseudamycus himalaicus är en spindelart som först beskrevs av Benoy Krishna Tikader 1967.  Pseudamycus himalaicus ingår i släktet Pseudamycus och familjen hoppspindlar. Inga underarter finns listade i Catalogue of Life.